# UFC on FX: Guillard vs. Miller
UFC on FX: Guillard vs. Miller (também conhecido como UFC on FX 1) foi um evento de artes marciais mistas organizado pela Ultimate Fighting Championship em 20 de janeiro de 2012 no Bridgestone Arena em Nashville, Tennessee.

## Background
O evento foi o segundo a ser transmitido como parte do acordo de sete anos entre o UFC e a Fox, e o evento inaugural no FX.
A luta entre os pesos pena Charles Oliveira e Robert Peralta foi brevemente ligado a este evento, mas foi anunciado que Oliveira irá enfrentar Eric Wisely uma semana depois no UFC on Fox: Evans vs. Davis.
Rafaello Oliveira era esperado para lutar com Reza Madadi no evento. Entretanto, após uma lesão na mão, Oliveira foi retirado e substituído por Fabrício Camões. Madadi foi retirado devido a uma lesão e foi substituído ao recém-chegado ao UFC, Tommy Hadden.
Mike Brown era esperado para lutar com Vagner Rocha, mas foi forçado a sair da luta com uma lesão Rocha irá enfrentar Jonathan Brookins no UFC on Fuel TV 1.
Ken Stone era esperado para lutar com Mike Easton neste evento, mas foi forçado a se retirar devido a uma lesão, foi substituído pelo estreante Jared Papazian.
Novato no UFC, Ryan Jimmo era esperado para enfrentar Karlos Vemola no evento, mas a luta foi cancelada após Jimmo se machucar uma semana antes do evento.
O card preliminar foi ao ar no Fuel TV.
Lutador de Houston, Daniel Pineda (4oz Fight Club) foi adicionado ao card em 10 de Janeiro de 2012 e fez sua estreia no UFC contra o também estreante Pat Schilling.

## Bônus
Lutadores que receberam um bônus de US$45 000:
- Luta da Noite:  Pat Barry vs.  Christian Morecraft
- Nocaute da Noite:  Nick Denis
- Finalização da Noite:  Jim Miller